# COMET (Europäische Union)
COMET (Competence Measuring and Training) ist ein von der Europäischen Union gefördertes internationales Projekt der beruflichen Erwachsenenbildung. Ziel der Forschung ist es die Beschäftigungschancen älterer Arbeitnehmer zu sichern. Es wurde u. a. vom Berufsförderungswerk Nürnberg gGmbH von September 2009 bis September 2011 durchgeführt und gehört zum Programm „Lebenslanges Lernen“. Das Projekt befasst sich mit der Messung informell erworbener Kompetenzen älterer gering qualifizierter Arbeitnehmer in kleinen und mittleren Unternehmen (KMU) basierend auf nationalen und europäischen Qualifizierungsstandards.
Im Projekt arbeiten Partner aus Dänemark, Deutschland, Italien und Spanien zusammen.

## Geschichte
Das COMET-Forschungsnetzwerk startete 2007 mit einem Pilotprojekt „Berufliche Kompetenzen entwickeln und evaluieren im Berufsfeld Elektrotechnik-Informationselektronik (KOMET)“ im Bundesland Hessen und hat sich seitdem national (z. B. in Nordrhein-Westfalen) und international (z. B. in China und Südafrika) stark ausgeweitet, sodass sich mittlerweile die englische Schreibweise COMET eingebürgert hat. Die Erprobung einer „Kompetenzdiagnostik Berufliche Bildung“ fand in Zusammenarbeit mit der Forschungsgruppe „innovative Berufsbildung (i:BB)“ der Universität Bremen statt. Das Hessische Kultusministerium unterstützte die Initiative. Das Projekt wurde bald darauf ausgeweitet auf ein chinesisches Schwesterprojekt. Damit wurden Möglichkeiten für internationale Vergleichsprojekte untersucht. Vergleichsprojekte in Südafrika und im europäischen Ausland kamen hinzu. Mittlerweile untersucht das Netzwerk auch die Kompetenzen in anderen Berufsfeldern.

## Forschungsnetzwerk
| Land                                  | Laufzeit  | Region | Fachgebiet/Beruf |
| ------------------------------------- | --------- | --- | --- |
| Deutschland                           | 2007–2010 | Hessen, Bremen                                                                                              | Elektrotechnik, Elektr. FR Geb.- u. Energietechnik |
| Deutschland                           | 2010–2013 | Hessen | Industriemechaniker, Kfz-Mechatroniker |
| Deutschland                           | 2011      | Niedersachsen (Weser-Ems)                                                                                   | Kfz-Mechatroniker |
| Deutschland                           | 2012–2015 | NRW | Elektroniker Betriebstechnik, Elektr. FR Geb.- u. Energietechnik, Industriemechaniker, Kfz-Mechatroniker, Tischler, Med. Fachangestellte, Industriekauffrau/-mann, Kauffrau/-Mann für Spedition und Lagerlogistik |
| Deutschland                           | 2012      | Hessen | Berufsschullehrerausbildung (GTW) |
| China                                 | 2008–2010 | Peking | Elektroniker |
| China                                 | 2011–2013 | Peking, Guangdong, Sichuan, Hunan, Hubei, Yunnan, Guizhoi, WB: Peking Normal University, Universität Bremen | Kfz-Service and Repair, Kfz-Mechatroniker, Kfz-Lehrer |
| China                                 | ab 2014   | - | nationales Schlüsselprojekt für die Qualitätssicherung beruflicher Bildung (COMET), Kooperationspartner: Peking Normal University, Universität Bremen                                                             |
| Südafrika                             | 2011–2013 | - | Elektroniker |
| Südafrika                             | seit 2013 | - | Elektroniker, Mechatroniker, Schweißer, Kfz-Mechatroniker |
| Schweiz                               | 2010–2013 | - | Pflegefachkräfte |
| Polen, Spanien, Norwegen, Deutschland | 2010–2013 | - | Pflegefachkräfte |
| Europa                                | seit 2012 | - | Internationales COMET PhD-Programm unter Koordination der I:BB Bremen |

## Projektziele
Ziel des Projektes ist es, kleinen und mittleren Unternehmen im produzierenden Gewerbe ein leicht zu handhabendes Instrument zur Kompetenzmessung zur Verfügung zu stellen. Dabei wurde direkt mit den Unternehmen zusammengearbeitet. Im Zentrum stand das bildungsplanerische und bildungspolitische Interesse für die Entwicklung und Einführung diagnostischer Messmethoden. Begonnen aus der Intention heraus die pädagogisch-didaktischen Lernfeldkonzepte in der Berufsbildungspraxis des Berufsfeldes Elektrotechnik in Hessen zu überarbeiten, kam nach ersten Ergebnissen die Frage auf, ob sich das für das eigene Berufsfeld entwickelte Testverfahren auch auf andere Berufe und Berufsfelder übertragen lässt.

## Durchführung
Lange existierte aufgrund fehlender Messmethoden keine Methode zur Erhebung der Qualität der beruflichen Lehr- und Lernprozesse sowie ihrer Ergebnisqualität. Mit dem COMET-Ansatz liegen nun Methoden zur Erhebung beruflicher Kompetenz und Kompetenzentwicklung vor. Ein Diagramm wertet die Einzelkompetenzen aus den drei Gesichtspunkten (Selbsteinschätzung, Vorgesetzteneinschätzung und Anforderungen) aus. Anschließend werden Qualifizierungslücken sichtbar und es werden gemeinsame Wege ihrer Überwindung erarbeitet.
Ausgehend von der Ansicht, dass es sich bei der Entwicklung beruflicher Kompetenz und beruflicher Identität/beruflichen Engagements um zwei Seiten eines zusammenhängenden Entwicklungsprozesses handelt, muss die standardisierte Kompetenzdiagnostik das Messen der beruflichen Identitätsentwicklung und das damit zusammenhängende berufliche Engagement in die Messmodelle einbeziehen.
Während Zeugnisse und Schulabschlüsse einen Bildungsstand dokumentieren, kann berufliche erworbene Lebenserfahrung häufig schlecht nachgewiesen werden. Sie relativieren häufig die Aussagekraft lange zurückliegender Bildungsabschlüsse. Mit einer konkreten Kompetenzerfassung kann die Personalabteilung kleiner und mittlerer Unternehmen die betriebsnotwendige Qualifikation viel eher einschätzen und Personen mit geringer Bildung oder ältere Personen erhalten so eine realistischere Einschätzung ihrer Qualifikationen und Kenntnisse. Das Projekt konnte nachweisen, dass diese erworbene Kompetenz tatsächlich messbar ist. Eine im Rahmen des EU-Projektes durchgeführte Seminarreihe für Personalverantwortliche (Perfect50+) hatte den alternsgerechten Umgang mit Beschäftigten zum Thema. Die Erhebungsmethode, die jetzt im Rahmen von COMET erarbeitet wird, soll in allen Kulturkreisen der Europäischen Union einsetzbar oder dorthin übertragbar sein.
Lehrer und Ausbilder entwickelten inhaltlich valide Testaufgaben. Ihre Aufgabe war es am Ende nach einem von der wissenschaftlichen Begleitung durchgeführten Training die extrem große Vielfalt von Aufgabenlösungen der Testteilnehmer auf einem hohen Niveau der Übereinstimmung zu bewerten.

## Auswertung
Auf einem ersten internationalen Symposium des Netzwerks im Mai 2013 in Turin und auf der Karlsruher Konferenz im Karlsruher Institut für Technologie (KIT) im Oktober 2013 eine Zwischenbilanz der geleisteten Arbeit gezogen, sie wurde in dem Buch „Kompetenzdiagnostik in der beruflichen Bildung“ dokumentiert. Die Ergebnisse der 2008 bis 2011 durchgeführten vergleichenden Testverfahren legen zum Teil sehr weitreichende Veränderungen für die Gestaltung und Organisation beruflicher Bildungsgänge nahe. In einem ersten Ergebnis kann festgehalten werden, dass für eine international anschlussfähige berufliche Bildung eine enge Kooperation zwischen der Berufsbildungsforschung, der Berufsbildungspraxis und den Institutionen der Berufsbildungs-Governance benötigt wird. Nach Auswertung des Projektes hat das Hessische Kultusministerium beschlossen, dass das Konzept einer gestaltungsorientierten Berufsbildung in die Schulpraxis eingeführt wird. In Peking bilden die Forschungsergebnisse die Grundlage für die Arbeit im Institut für berufliche Aus- und Weiterbildung der Akademie der Erziehungswissenschaften.